# Angela Duckworth
Pour les articles homonymes, voir Duckworth.
Angela Lee Duckworth (née en 1970) est une psychologue américaine, universitaire et auteure du best seller L'Art de la niaque. Elle est professeure de psychologie à l'université de Pennsylvanie, où elle étudie les moteurs de la ténacité (la niaque) et la maîtrise de soi. Elle fonde Character Lab, une organisation à but non lucratif dont la mission est de faire progresser la science et la pratique du développement de sa personnalité.

## Biographie
Angela Duckworth est née en 1970 de parents immigrants chinois. Elle grandit à Cherry Hill (New Jersey). Elle a obtenu une licence en neurobiologie à Harvard en 1992 . Elle est ensuite diplômée d'un master de l'université d'Oxford en 1996 en neurosciences. Après avoir travaillé comme consultante chez McKinsey, elle devient prof de maths dans des quartiers défavorisés quelques années. A 36 ans, elle quitte à nouveau l'enseignement pour se lancer dans un doctorat de psychologie à l'université de Pennsylvanie qu'elle obtient en 2006 . Elle reçoit une bourse MacArthur en 2013.

## L'Art de la niaque
Le premier livre d'Angela Duckworth, Grit: The Power of Passion and Perseverance, sort en mai 2016. Il reste sur la New York Times best-seller list pendant 21 semaines. Il est publié en français en 2017 sous le titre L'Art de la niaque, avec le sous-titre Comment la passion et de la persévérance forgent les destins.
Grit, la niaque ou la ténacité en français est définie par Angela Duckworth comme la passion et la persévérance pour des objectifs à long terme . Pour mieux comprendre cette caractéristique, elle a développé une échelle de la ténacité (grit scale) qui mesure ce trait de personnalité.

### La ténacité dans l'effort compte plus que le talent
Elle y décrit en quoi la ténacité dans l'effort compte plus que le talent pour la réussite tant professionnelle que personnelle. La niaque est selon elle un facteur commun parmi les élèves très performants qu'elle a étudiés. Ses recherches suggèrent que leur réussite n'est pas liée au QI mais à la discipline et au caractère consciencieux.
En tant que professeure, j’attendais beaucoup des élèves talentueux. Mais finalement, ceux qui réussissaient le mieux sont ceux qui avaient un peu moins de talent mais qui fournissaient beaucoup plus d’efforts. Je m’étais laissé distraire/tromper par le talent.
L'effort compte deux fois: 
Talent x efforts = Compétences. 

Compétences x efforts = Réalisations. 

### La pratique consciente et disciplinée pour progresser
Assumer la pratique consciente comme une méthode particulière d'apprentissage en s'inspirant de la pratique d'un instrument de musique ou d'un sport. Angela Duckworth s'appuie sur les travaux de K. Anders Ericsson sur la pratique consciente. Il est nécessaire de 1) définir des objectifs précis, 2) Se concentrer sur la pratique pendant l’effort (attention aux détails, à ses faiblesses ou ses erreurs), 3) Collecter des feedbacks, 4) répéter jusqu'à en faire une habitude, 5) Aller chercher des encouragements et des récompenses pour avancer. 
La pratique consciente (deliberate practise) est la meilleure manière d’apprendre, de progresser et d’acquérir des compétences. Il faut des heures et de heures de pratiques : 10 000 heures ou 10 ans de pratique pour être un bon musicien, sportif ou autre métier.

### La définition d'un but existentiel pour alimenter sa ténacité
Dans le huitième chapitre, Angela Duckworth décrit en quoi un élément déterminant à renforcer pour développer sa tenacité est ce qu’on pourrait appeler le but existentiel ou le but social poursuivi. Le but transcende l’ego, il est orienté vers les autres. Même dans le cas d’un sportif qui vise des records, son but est de faire progresser son sport, et d’inspirer les prochaines générations. 
Ce but transcende la pratique et lui donne un autre sens qui décuple la motivation. L'auteure reprend en cela l'image des trois maçons qui font le même travail. "Je monte des briques" dit l'un. "Je construis une église" dit l'autre. "Je construis la maison de Dieu" dit le troisième. 

### L'espoir et l'optimisme comme levier de la ténacité
Dans son neuvième chapitre, Angela Duckworth explore un autre levier de développement de la ténacité autour de la notion d'optimisme et de la perception subjective des personnes quant à leurs capacités. Elle cite Henry Ford. 
Si tu penses que tu peux réussir, ou si tu penses que tu ne peux pas réussir. Dans les deux cas, tu auras raison. Henry Ford
Les recherches sur l'impuissance apprise de Martin Seligman décrivent des dynamiques de démotivation et évoquent le test de l'optimisme de cet auteur. Les pessimistes interprètent les situations d’injustice ou de souffrance comme immuables ou bien avec des leviers hors de portée, sur lesquels ils n’ont pas prise. Les optimistes interprètent les situations en regardant les causes spécifiques et temporaires qui les provoquent. Ils identifient des leviers de changement.
Elle ouvre ainsi des pistes pour développer son optimisme et sa ténacité par ce biais. D'abord en cherchant et trouvant les causes spécifiques et temporaires des obstacles auxquels on fait face. Ensuite en se faisant encourager dans ses efforts. Et enfin dans l'attention à obtenir des récompenses même limitées pour ces efforts.